# P (знак)

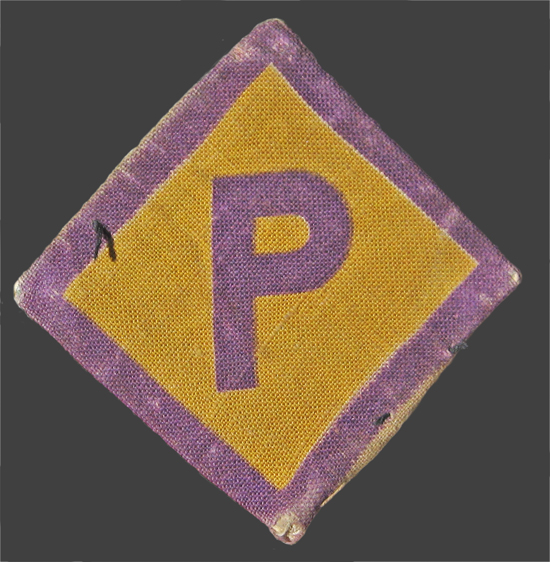
Знак польского цивильарбайтера

Знак «P» («пи») — особый отличительный знак, который по приказу нацистов должны были носить поляки, угнанные на принудительные работы в Германию (цивильарбайтеры) после оккупации Польши Германией.
8 марта 1940 года нацистским правительством были введены законы в отношении польских рабочих (нем. Polenerlasse), принудительно угнанных на работы в Германию. Законы определяли условия работы и проживания поляков. В числе прочих требований полякам приказывалось носить знак с латинской буквой «P», предназначенный для простоты определения национальности рабочего. Изначально символ был введён для использования в качестве нашивки, но позднее начал применяться в официальных штампах и на листовках.
Нашивка цивильарбайтера являла собой жёлтый ромб с длиной стороны в пять сантиметров и фиолетовой окантовкой примерно в пол-сантиметра шириной. В центре нашивки была расположена буква «P» фиолетового цвета длиной два с половиной сантиметра. Нашивка носилась на правой стороне груди. Неподчинявшиеся приказу носить её штрафовались на 150 рейхсмарок и могли быть подвергнуты аресту на срок до шести недель.
Нашивка с буквой «P» стала первым знаком, введённым нацистами для обозначения людей определённой национальности на территории Третьего рейха. Более известная «жёлтая звезда», которую носили евреи, была введена на оккупированных территориях осенью 1939 года, но её ношение было распространено на территорию Германии только в сентябре 1941 года. В январе 1945 года Главное управление имперской безопасности предложило новый дизайн знака для поляков: жёлтый початок кукурузы на красно-белом фоне, но этот дизайн не был утверждён.
Сам знак носил унизительный характер, так как его обладатели были лишены многих прав.

Примеры использования
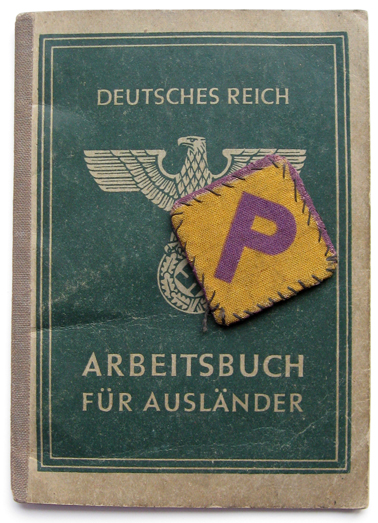
Нашивка с буквой «P» на фоне трудовой книжки иностранца (нем. Arbeitsbuch Fur Auslander), выданная польскому цивильарбайтеру в 1942 году
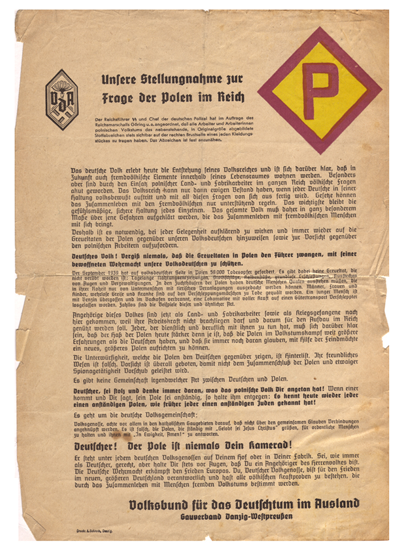
Антипольская листовка, напечатанная в Гданьске, Восточная Пруссия